# Мюллерсон, Рейн
Рейн Мюллерсон (эст. Rein Müllerson; род. 23 марта 1944, Дудергоф, Ленинградская область) — советский и эстонский правовед; доктор юридических наук (1985).

## Биография
Окончил в 1976 году юридический и параллельно филологический факультеты МГУ. Работал в Институте государства и права АН СССР.
В 1988—1992 годах — член Комитета ООН по правам человека, в 1991—1992 — первый заместитель министра иностранных дел Эстонии. Поддерживал «нулевой» вариант гражданства Эстонии, то есть предоставление его всем постоянным жителям Эстонии, за исключением военных и сотрудников госбезопасности, если они не постоянно жили в стране; не одобрял принцип преемственности в предоставлении гражданства (который в итоге был принят в феврале 1992 года введением закона о гражданстве).
В 1992—1994 годах — приглашённый профессор Лондонской школы экономики и политических наук. В 1994—2009 годах заведовал кафедрой международного права в Лондонском Королевском колледже. Одновременно в 2004—2005 гг. — региональный советник управления ООН по правам человека в Центральной Азии. Осенью 2000 года парламент Эстонии не поддержал его кандидатуру на пост канцлера юстиции.
В 2011 году выдвигался в Рийгикогу от Центристской партии. Президент академии права при Таллинском университете.
С 1995 года состоит членом Института международного права, в 2013 г. избран его президентом. В 2013 г. вошёл в Попечительский совет культурного центра «Городская площадь» (Москва).
В 1972—1990 годах состоял в КПСС. В 2000-е годы вступил в Центристскую партию.
Р. Мюллерсон автор более чем 150 научных работ и тринадцати книг.

### Семья
Жена — Ирина Фетисова, двое сыновей.

## Награды
- Орден Дружбы (26 октября 2019, Россия) — за заслуги в укреплении дружбы и сотрудничества между народами, плодотворную деятельность по сближению и взаимообогащению культур наций и народностей[13].

## Труды
- Права человека: идеи, нормы, реальность. — М.: Юридическая литература, 1991.
- Мюллерсон Р. А. Соотношение международного и национального права. — М. : Международные отношения, 1982. — 136 с.
- International Law, Rights and Politics. — London; New York: Routledge, 1994.
- Human rights diplomacy. — Routledge, 1997.
- Müllerson R. Ordering Anarchy: International Law in International Society (Developments in International Law, V. 37). — Springer, 2000. — 400 p. — ISBN 9041114084.
- Central Asia: a chessboard and player in the new great game. — London: Kegan Paul, 2007. ISBN 978-0-7103-1316-4
- Müllerson R. Democracy – A Destiny of Humankind? A Qualified, Contingent and Contextual Case for Democracy Promotion (Global Political Studies Series). — Nova Science Pub Inc, 2009. — 169 p. — ISBN 1607413698.